# Cerzat
Cerzat là một xã thuộc tỉnh Haute-Loire nam trung bộ nước Pháp. Xã Cerzat nằm ở khu vực có độ cao trung bình 600 mét trên mực nước biển.